# Paraterpna harrisoni
Paraterpna harrisoni är en fjärilsart som beskrevs av Goldfinch 1929. Paraterpna harrisoni ingår i släktet Paraterpna och familjen mätare. Inga underarter finns listade i Catalogue of Life.